# Xã Cotterell, Quận Dodge, Nebraska
Xã Cotterell (tiếng Anh: Cotterell Township) là một xã thuộc quận Dodge, tiểu bang Nebraska, Hoa Kỳ. Năm 2010, dân số của xã này là 403 người.